# Vancouverismo

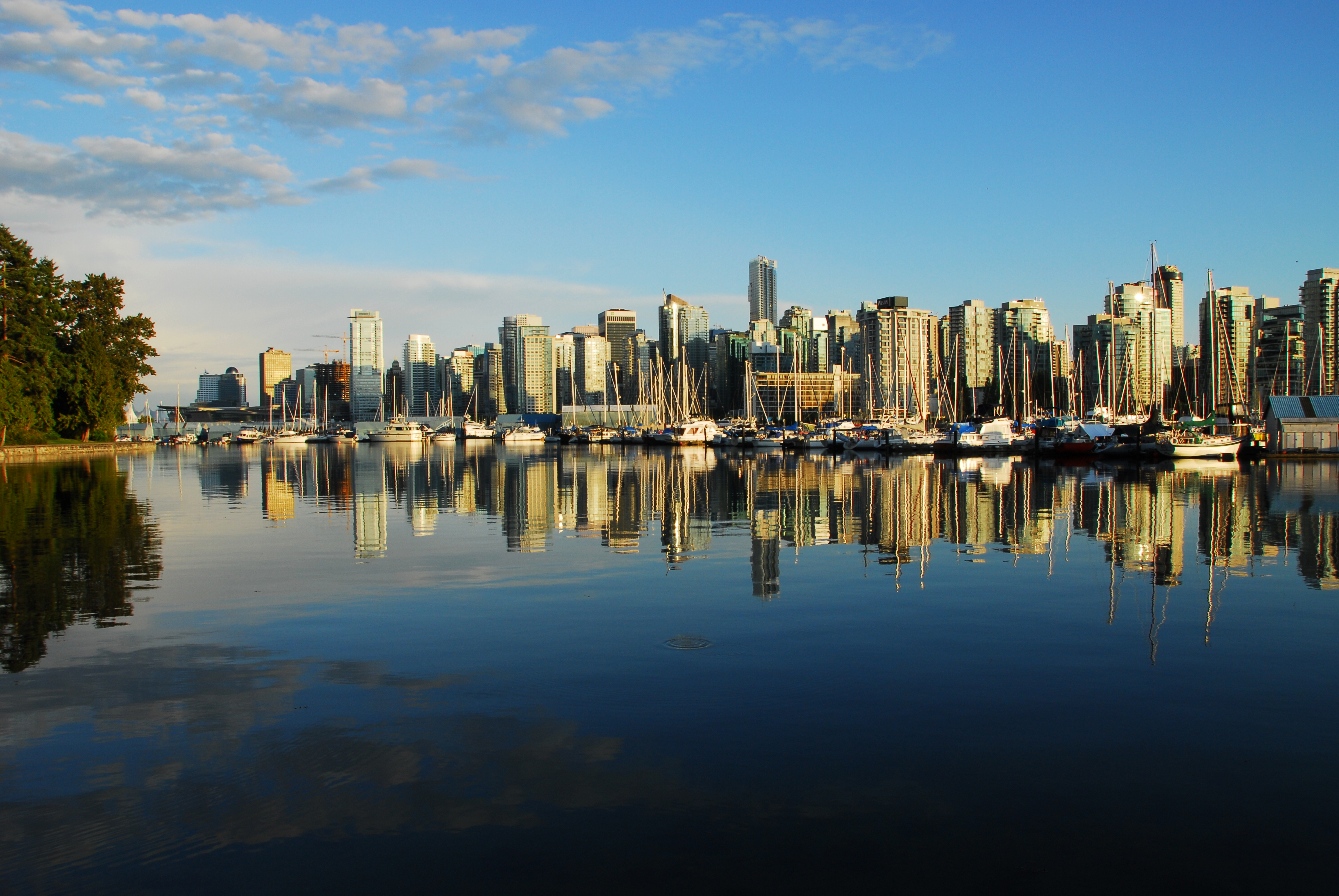
Vista sulla città di Vancouver

Il Vancouverismo è un fenomeno urbanistico ed architettonico tipico della città di Vancouver nella Columbia Britannica in Canada. Si contraddistingue per la tendenza a concentrare un'alta percentuale della popolazione residenziale all'interno del centro cittadino in edifici a destinazione d'uso mista, solitamente di altezza considerevole, con una base costituita da spazi commerciali sormontata da alte e snelle torri residenziali. Essenziali, in questo contesto, la presenza di un sistema di trasporto pubblico avanzato, la creazione e il mantenimento di spazi pubblici, parchi e aree verdi e la preservazione di corridoi visivi.
Essendosi Vancouver spesso classificata tra le città più vivibili del pianeta, sono numerosi gli urbanisti che visitano e studiano la città con l'intento di emularne le caratteristiche e di applicarle ad altri contesti urbani. Un articolo pubblicato dalla San Francisco Planning and Urban Research Association ha constatato l'efficacia di tale approccio urbanistico verso nuovi e la creazione di corridoi visivi, e ha posto la questione in merito al fatto se anche la città californiana di San Francisco debba seguire questa direzione.